# Большая Слизнева
Большая Слизнева — река в Красноярском крае России, правый приток среднего течения Енисея. Течёт по территории Берёзовского района и городского округа Дивногорск.
Длина — 27 км, площадь водосборного бассейна — 110 км².
Река является северо-западной границей заповедника Красноярские Столбы. Впадает в Енисей на высоте 142 м над уровнем моря в посёлке Слизнево на расстоянии 2479 км от устья.
Притоки (от истока до устья): Слизнева Рассоха, Дрянная, Тихий, Ягодная, Медвежий, Табалжанский, Фокинский.
По данным государственного водного реестра России относится к Енисейскому бассейновому округу. Код водного объекта 17010300512116100020766.